# Kirche Rabenau

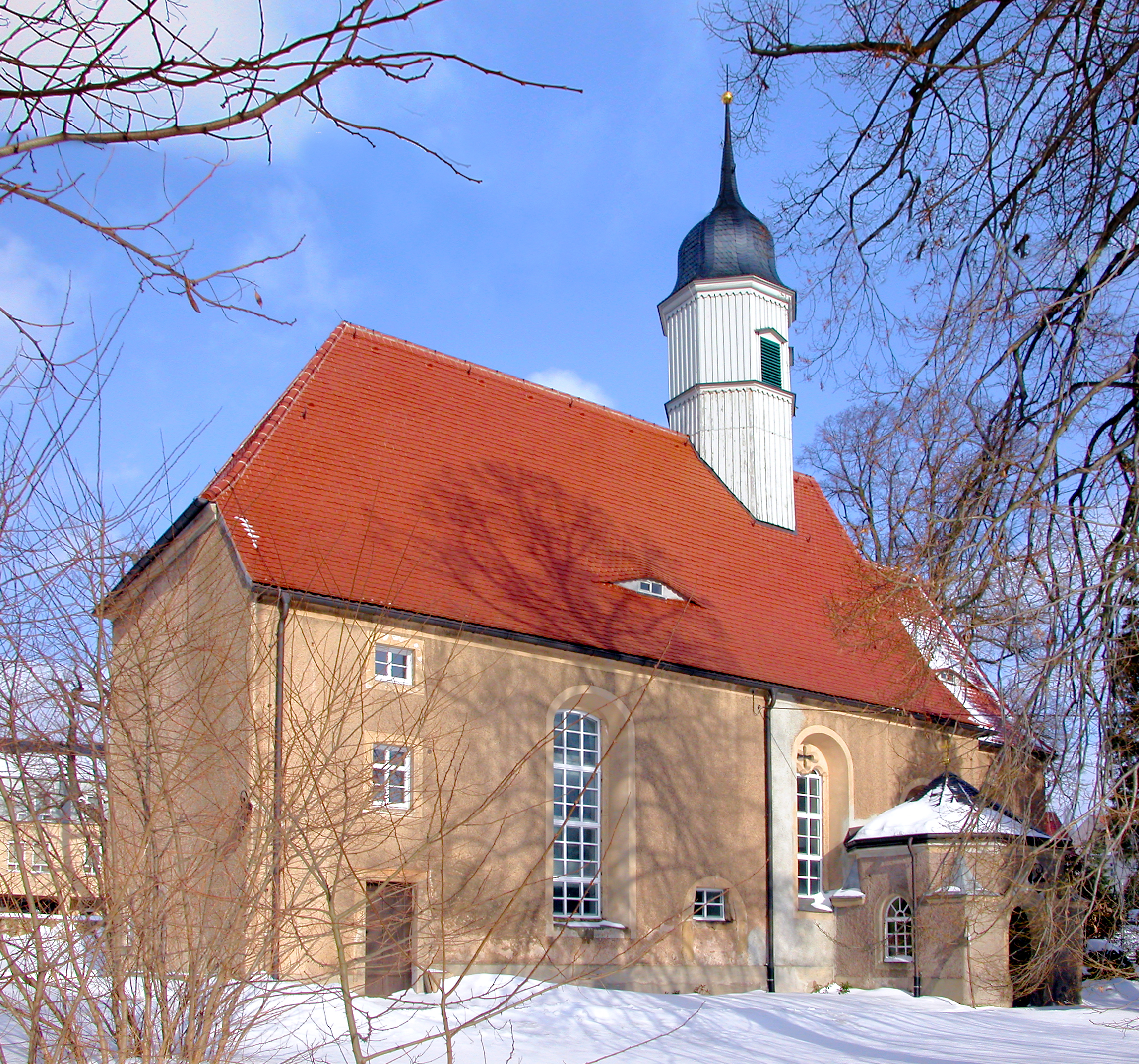
Die Kirche Rabenau

Die Kirche Rabenau, eine im gotischen Stil erbaute Saalkirche am Marktplatz von Rabenau im sächsischen Landkreis Sächsische Schweiz-Osterzgebirge, gehört zum Kirchspiel Kreischa-Seifersdorf in der Evangelisch-Lutherischen Landeskirche Sachsens.

## Geschichte

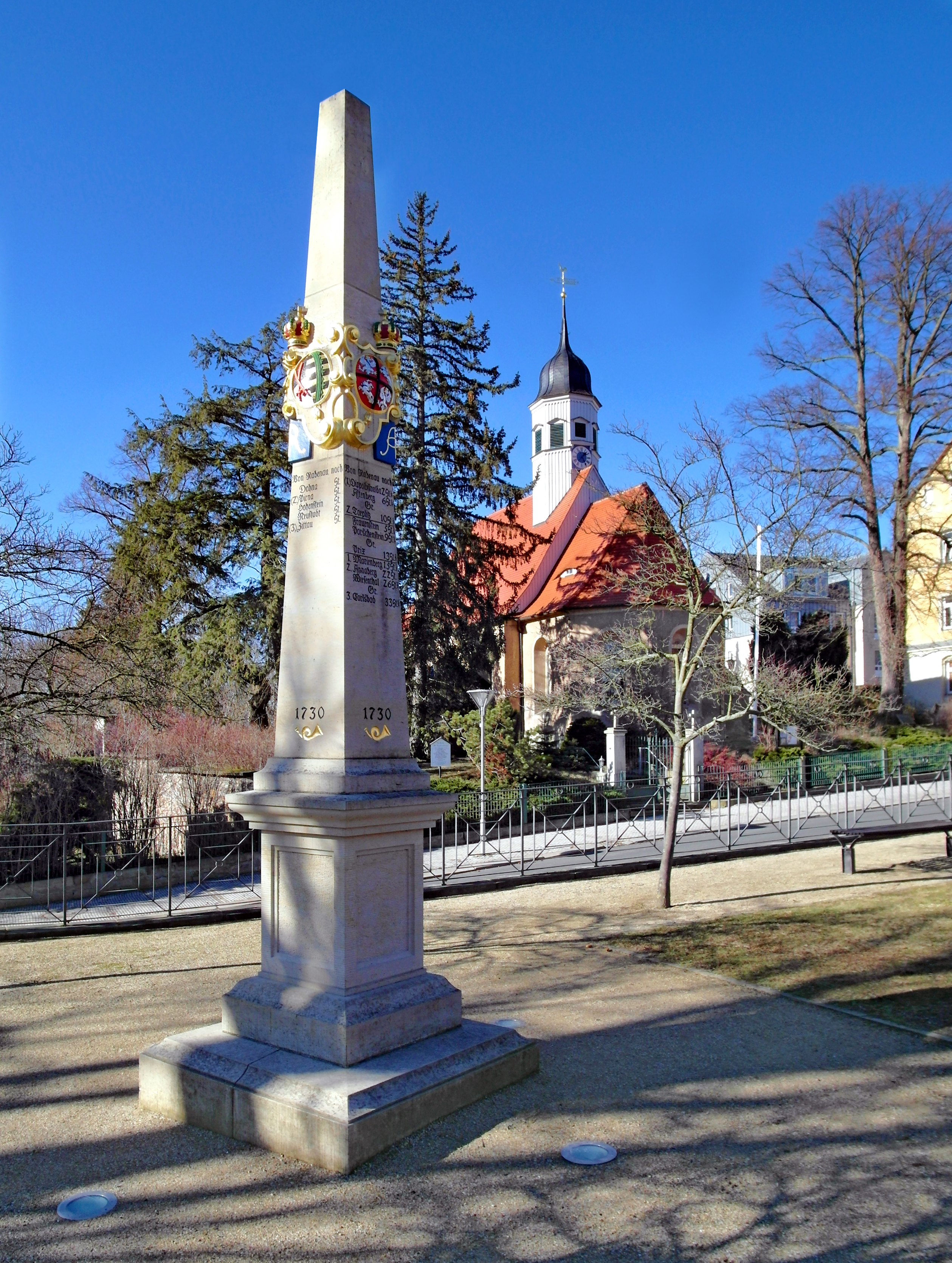
Blick vom Markt

Das erste Gotteshaus war die Burgkapelle der unmittelbar daneben liegenden Burg Rabenau im 12. Jahrhundert. Mit dem Anwachsen der Bevölkerung und der Verleihung des Stadtrechts begann ab 1488 im Auftrag des Besitzers Sigismund von Miltitz des Älteren der Bau einer neuen, dem Heiligen Egidius geweihten Kapelle.
Im Jahre 1495 wird die Kirche zum Bistum Meißen, Archidiakonat Nisan, Erzpriestertum Dippoldiswalde zugehörig genannt. Ein Pfarrer George predigte als letzter katholischer Priester, 1539 hielt auch hier die lutherische Reformation Einzug.
Ein älteres Zeugnis im linken Kirchenschiff ist der Grabstein des elfjährigen Casper, Sohn des Burgherren Heinrich von Miltitz, von 1559. Im Altarraum befinden sich zwei Grabsteine, links über der Gruft des Johann Michael Knaust († 1713) und Gemahlin Anna Sophie († 1720), Kammerdiener, Besitzer des Freigutes und Erbrichter über Unter-Rabenau sowie rechts über der Grabstätte des Pfarrers Cornelius Christian Weigel († 1762) und Frau.
Die Kapelle brannte im Dreißigjährigen Krieg in dem Stadtbrand vom 17. April 1639 bis auf Teile des Chorraums und der Südseite nieder, 1642 wurde sie wieder eingeweiht. Ein Schlussstein weist im Vorhaus auf das Jahr 1640.

## Baubeschreibung
Der Altar, ein Geschenk Caspar Barthels, des Besitzers des Rittergutes Eckersdorf, bestand aus zwei Holzrahmen mit innenliegenden Altarbild. Er wurde 1967 bei der Umgestaltung des Innenraums abgebaut und das Bild über die vordere rechte Eingangstür gehängt. Das Bild zeigt Maria und den Lieblingsjünger Johannes unterm Kreuz.

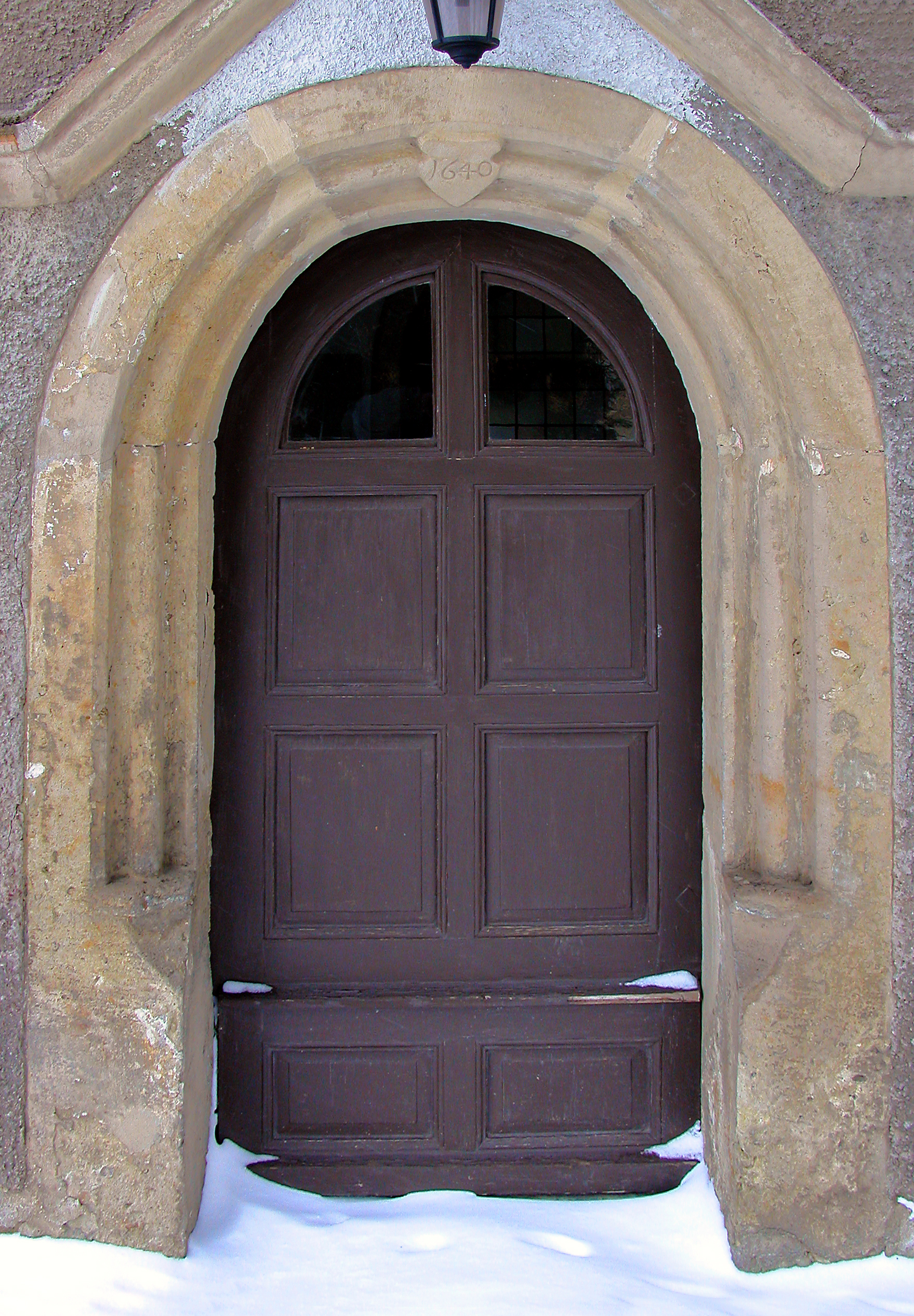
Eingangsportal

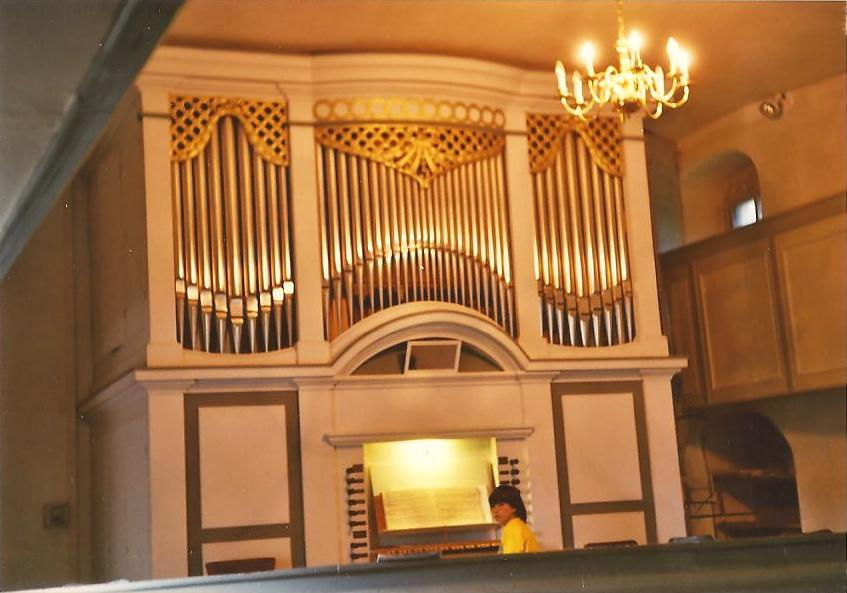
Jehmlich-Orgel

Die Emporen stammen aus der Zeit vor 1642, das Taufgestell von 1737. An den Emporen befanden sich bis zur Weihe des Kriegerdenkmals am Mühlberg 1932 mehrere Tafeln für die Gefallenen des Ersten Weltkriegs.
Die Kanzel, aus Holz geschnitzt mit Figuren an der Südseite der Kirche, wurde nach der Wiedereinweihung 1642 angebracht und ist im Stil der Spätrenaissance von einem Künstler aus dem Raum Dippoldiswalde geschaffen wurden, der auch die Kanzeln der Kirchen in Höckendorf und in Seifersdorf fertigte.
Die Inschrift über dem großen Eingangstor unter dem Schlussstein von 1640: „Ich schäme mich des Evangelium von Christe nicht, denn es ist eine Kraft Gottes, die da selig macht alle, die daran glauben.“ (Römer 1:16-17) wurde 2014 erneuert.
An der Nordseite befindet sich ein im Jahre 1880 angebautes Treppenhaus mit Eingang. Damals erfolgte der Einbau von Logen in den Emporen mit selbstständigem Treppenaufgang vom Friedhofe aus, die 1925 im Chorraum wieder abgebaut wurden (siehe auch Rabenau#Kirche). 1880 erfolgte auch der Umbau des Westgiebels mit Treppenhaus und Eingang, welcher bis dahin hohe Kirchenfenster besaß. 1906 wurde das Innere unter Leitung von Prof. Großmann aus Dresden renoviert, ebenso 1945 und 1967.

## Turmuhr und Geläut
Eine erste Glocke wird im Jahre 1575 genannt, der ehemalige Burgherr Heinrich von Miltitz brachte die Glocke an sich, musste sie aber im selben Jahr wieder zurückgeben.
Ein weiteres Geläut bestand aus einer 1653 und einer 1655 von Michael Weinhold in Dresden gegossenen Glocke. Aus Gewichtsgründen wurde die größere Glocke bis zu einem Umbau 1689/1690 eingelagert. In den Jahren 1723 und 1773 wurde das heutige 250 und 550 kg schwere Geläut von Michael und Johann Gottfried Weinhold in Dresden gegossen.
Die Glocken mussten im Weltkrieg vom Turm genommen, zum Glockenfriedhof nach Altona gebracht werden, kamen jedoch nach dem Krieg zurück.
Die Glocken hängen in dem auf das Kirchendach aufgesetzten achteckigen Dachreiter, welcher im Inneren die Jahreszahlen 1642, 1783 und 1842 trägt.
2014/2015 wurden Glockenstuhl und Glocken repariert, da die bestehende Stahlkonstruktion zu Schäden an der Kirche geführt hatte.
Am 30. Mai 1670 wurde ein erstes Uhrwerk am Turm angebracht, das um 1800 durch das noch heute bestehende ersetzt wurde. Die Wetterfahne wurde 1842 gefertigt. 1911 kam es zu einem kleinen Brand im Dachstuhl nach Umgang mit offenen Licht jedoch ohne wesentlichen Schaden. 2003 wurde das Kirchendach mit Dachstuhl und Turmuhr renoviert, 2010 ein neuer Wetterhahn aufgesetzt. 2014/15 wurden der Glockenstuhl und die Glocken saniert.

## Orgel
Die neue Orgel schuf 1993 die Firma Jehmlich. Sie ersetzte die frühere Orgel, welche aus der Dresdner Johanneskirche stammend, hier zu Ostern 1860 eingebaute wurde.

## Kirchhof, Friedhof und Pfarrhaus
Das Äußere der Kirche schmücken das Kirchentor mit Kreuz, die Kirchhofmauer mit Relikten des alten Friedhofs.
Auf dem Alten Kirchfriedhof befindet sich noch der Grabstein des Rabenauer Revierförsters Carl August Brünnel († 16. Oktober 1806) und seiner Frau († 13. Juli 1790).
Der heutige Friedhof wurde 1875 an der Obernaundorfer Straße mit einer im Jahre 1889 im historisierenden Stil erbauten Friedhofskapelle und einem Kriegerkreuz von 1929 angelegt. Unterhalb der Kirche stand einst das 1669 erbaute Pfarrgut, welches 1878 durch das heutige Pfarrhaus ersetzt wurde.

## Pfarrsprengel und Pfarrlinde
Zur Kirche wurden 1488 die Ortschaften Obernaundorf, Eckersdorf und Kleinoelsa sowie Rabenau gepfarrt. Bereits im Jahre 1555 wurde Eckersdorf an die Kirche Somsdorf abgegeben. 1913 wurde Klein-Oelsa (bis auf 4 Grundstücke, die erst 1926 nach Rabenau eingemeindet wurden) in der neu errichtete Kirche Großoelsa gepfarrt.
1930 ist wiederum Lübau (vorher zu Somsdorf) und 1973 Spechtritz (vorher zu Seifersdorf) eingepfarrt wurde.
Auf halbem Wege nach Obernaundorf, befindet sich inmitten der ehemaligen Pfarrfelder am Marktsteig die Pfarrlinde aus dem Jahre 1885, welcher der Rabenauer Ferdinand Grellmann pflanzte. Diese Linde stürzte bei einem Unwetter im April 2024 um und wurde im Oktober 2024 wieder neu gepflanzt.

## Evangelische Pfarrer
- 1539–1546 Onophrius Paschmann
- 1546–1547 Kasper Schaller[19]
- um 1639 Anton Botenhäuser
- bis 1762 Cornelius Christian Weigel (Grabmal im Altarraum)